# 第一届云南省人民委员会
第一届云南省人民委员会是人民代表大会制度实施后，云南省组建的第一届人民政府，任期自1955年至1958年，省长为郭影秋、于一川。

## 历史
1954年9月第一届全国人民代表大会通过《中华人民共和国宪法》和《中华人民共和国地方各级人民代表大会和各级人民委员会组织法》。1955年2月，第一届云南省人民代表大会第二次会议召开，选举出省长1人、副省长5人、委员39人组成第一届云南省人民委员会:293。第一届云南省人民委员会任期内的政务纪要包括生产资料所有制的社会主义改造、反右运动、边疆地区的土地改革运动和“直接过渡”、大跃进运动、第一个五年计划以及与邻国缅甸的外事活动等:461-475。
第一届云南省人民委员会的组成人员中，共有6人在“反右运动”中被打为“右派”：龚自知、安恩溥、杨克成、谢崇文、宋一痕、秦淑贞，1979年获得平反:294。

## 组成人员
- 省长：郭影秋（至1957年9月）、于一川（自1958年3月起）
- 副省长：张冲、刘岱峰、刘明辉（1957年9月至1958年3月任代省长）、龚自知（至1958年3月）、吴作民、刘卓甫（自1958年3月起）
- 委员：刀京版、寸树声、王宇辉、王昭明、召存信、安恩溥、朱家璧、宋一痕、李光保、李呈祥、李铁亚、李鸿祥、金如柏、胡忠华、陈方、陈一得、侯方岳、马孔智、马继孔、秦淑贞、秦基伟、徐嘉瑞、孙康、梁虹、排启仁、张子斋、张天放、曾恕怀、董仁明、杨克成、杨德讲、裴阿欠、郑伯克、赵钟奇、刘林元、潘朔端、谢崇文、谢富治、苏鸿纲
- 秘书长：张子斋
- 副秘书长：吴少默[1]:293-294

## 下设机构
截止1955年12月，云南省人民委员会共设有工作机构36个：:321
- 办公厅
- 直属机构：人事局、统计局、外事处、华侨事务处、宗教事务处、参事室
- 办公机构：政法办公室、文教办公室、工业办公室、财粮贸办公室、农林办公室、对资本主义工商业改造办公室
- 工作部门：民政厅、公安厅、司法厅、监察厅、财政厅、粮食厅、商业厅、工业厅、交通厅、农业厅、林业厅、教育厅、卫生厅、税务局、文化局、劳动局、气象局、对外贸易局、手工业管理局、建筑工程局、计划委员会、体育运动委员会、民族事务委员会